# Leucochlaena obsoleta
Leucochlaena obsoleta är en fjärilsart som beskrevs av Tutt 1891. Leucochlaena obsoleta ingår i släktet Leucochlaena och familjen nattflyn. Inga underarter finns listade i Catalogue of Life.